# Freinberghöhle
Die Freinberghöhle, auch Fischbacher Tropfsteinhöhle genannt, ist eine Tropfsteinhöhle im Texingtal, Niederösterreich. Sie befindet sich rund vier Kilometer ostsüdöstlich des Dorfes Texing am Fuß einer Felswand.
Durch den engen Höhleneingang in einer Halbhöhle, den man nur liegend überwinden kann, gelangt man in eine 12 Meter lange, bis zu 6 Meter breite und 3 Meter hohe  Halle, an deren Decke und Wänden verrußte Sinterbildungen zu sehen sind.
Die Freinberghöhle wird vom Land Niederösterreich ab dem 1. Juli 1958 als namenloses Naturdenkmal geführt.